# Église Saint-Germain-d'Auxerre de Coulmier-le-Sec
Pour les articles homonymes, voir Église Saint-Germain-d’Auxerre.
L'église Saint-Germain-d'Auxerre est une église catholique du XIIIe siècle, située à Coulmier-le-Sec dans le département de la Côte-d'Or, en France.

## Historique
L'église est construite au XIIIe siècle sur les lieux d'un ancien établissement roman détruit vers le Xe siècle.
Le porche et la porte antérieure surmontée d'un bas-relief représentant un évêque datent de la seconde moitié du XVIIIe siècle.
Le clocher est reconstruit en 1840. Il est détruit avec ses quatre clochetons par l'aviation allemande en 1940. Toutefois, il est reconstruit après la Seconde Guerre mondiale et l'église est entièrement restaurée.

## Description

### Architecture
La nef comporte trois travées séparées par deux rangées de piliers supportant des voûtes sur croisées d'ogives. Comme les édifices templiers, le chevet du chœur est plat avec deux baies en arc brisé surmontées d'un oculus.
Le clocher à baies géminées différentes sur les quatre faces est implanté à la croisée du transept. L'église est pourvue au XVIIe siècle d'un porche à fronton triangulaire surmonté d'un bas-relief.

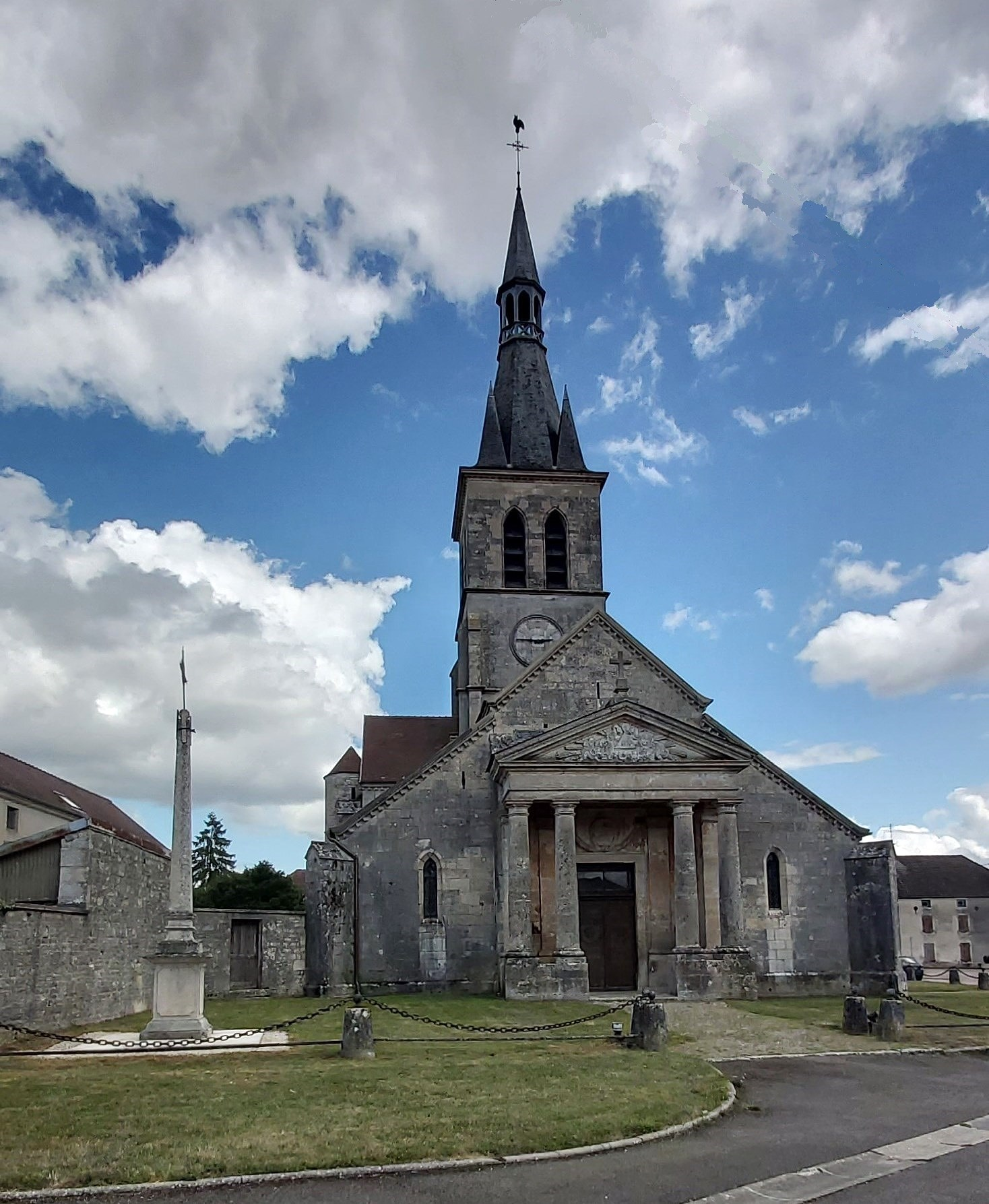
L'église Saint-Germain-d'Auxerre

### Mobilier
- Crucifix monumental peint et Vierge à l'Enfant du XVIe siècle ;
- Lutrin et Christ aux liens du XVIIe siècle ;
- Autres statues polychromes : saint Germain, saint Nicolas ;
- Curieux baptistère ovoïde ;
- Autel en pierre de taille orné de marbre ;
- Nombreuses dalles funéraires au sol ;
- Vitraux remarquables[1].

### Les cloches
L'église comportait un grand clocher avec quatre clochetons possédant une dizaine de cloches. Lors de la Seconde Guerre mondiale, ces quatre clochetons furent détruits puis, lors de la reconstruction de l'édifice, firent leur apparition sous quatre clochetons plus petits mais compensé par la taille de la flèche qui a été augmenté.
Le carillon actuel est composé de 3 cloches fondues entre 1947 et 1949 qui ont remplacé les cloches détruites en 1940. La première qui s’appelle Jeanne-Françoise est la plus grosse pour un poids de 655 kg et un diamètre de 104,7 cm. Elle a été fondue par Blanchet à Paris en 1947. Elle sonne l'angélus et donne les tintements à toutes les heures. La deuxième cloche nommée Jeanne-Colette a vu le jour à Paris pour un poids de 425 kg et un diamètre de 91,8 cm. Elle ne sonne que les quarts d'heure avec la cloche 3 et sonne aussi pour les messes. La dernière cloche s’appelle Renée-Cécile-Marcelle. On l’appelle « la timide » car elle ne fait pas entendre souvent sa sonorité très aiguë. Elle a vu le jour par Blanchet en 1947 et pèse 325 kg pour un diamètre de 83,7 cm.

## Protection
L'église Saint-Germain-d'Auxerre est classée monument historique le 26 mars 1941.